# Marcel Bédard
Pour les articles homonymes, voir Bédard.
Marcel Bédard, né le 15 avril 1940 à Québec et mort le 31 octobre 2024 dans la même ville, est un ingénieur et homme politique québécois. Il est maire de Beauport de 1970 à 1980, et député de Montmorency entre 1973 et 1976.

## Biographie
Marcel Bédard est maire de Beauport de 1970 à 1980.
Il meurt le 31 octobre 2024 à l'Hôtel-Dieu de Québec à l'âge de 84 ans,.

## Hommages
Un  aréna est nommé en son honneur à Beauport (Québec). Les Harfangs de Beauport de la LHJMQ ont joué à cet endroit entre 1990 et 1997.